# Brygada KOP „Wołyń”
Brygada KOP „Wołyń” – brygada piechoty Korpusu Ochrony Pogranicza.

## Formowanie i zmiany organizacyjne
We wrześniu 1924 powołany został Korpus Ochrony Pogranicza. 1 Brygada Ochrony Pogranicza sformowana została w pierwszym etapie formowania Korpusu na podstawie rozkazu L. dz. 12044/O.de B./24 szefa Sztabu Generalnego z dnia 27 września 1924. Oddziały Okręgu Korpusu Nr II wystawiły: 2, 3 i 4 batalion graniczny oraz 3, 4 i 5 szwadron kawalerii. W skład dowództwa wchodziły między innymi trzy referaty służb: intendentury, łączności i sprawiedliwości. 27 października 1924 oddziały brygady przegrupowały się na granicę ZSRR i rozpoczęły pełnić służbę ochronną na odcinku o długości 280 km i głębokości 30 km. Dowództwo brygady rozmieszczono w budynku prywatnym  w Zdołbunowie. W 1931 dowództwo mieściło się w Łucku przy ulicy Sienkiewicza 23.

W grudniu 1924 rozpoczęto formowanie 11 batalionu granicznego i 11 szwadronu kawalerii.
W 1926 zorganizowano na szczeblu brygady szkołę podoficerską dla niezawodowych podoficerów piechoty. Szkoła stacjonowała w Mizoczu przy 11 batalionie granicznym.
W ramach 1 Brygady OP zorganizowano też Szkołę Podoficerów Zawodowych Piechoty w Ostrogu, która wchodziła w skład 11 batalionu granicznego i Szkołę Podoficerów Zawodowych Kawalerii w Niewiarkowie będącą w 3 batalionie granicznym.
W 1927 2 batalion graniczny i 5 szwadron kawalerii został podporządkowany dowódcy 5 Brygady Ochrony Pogranicza, a 4 szwadron kawalerii dowódcy 2 Brygady Ochrony Pogranicza, natomiast w składzie brygady został sformowany 26 batalion odwodowy.
W 1928 brygada ochraniała odcinek granicy państwowej długości 259,030 kilometrów.
Latem 1928 zlikwidowana została szkoła podoficerska. W jej miejsce oraz w miejsce identycznych szkół funkcjonujących w pozostałych brygadach, w twierdzy Osowiec utworzony został batalion szkolny KOP.
Aby zapewnić odpowiednią liczbę żołnierzy o specjalności saperskiej, z dniem 1 kwietnia 1928 utworzono brygadowy ośrodek wyszkolenia pionierów przy 3 batalionie granicznym w Hoszczy.
W 1931 zorganizowano kompanie saperów dla poszczególnych brygad Korpusu Ochrony Pogranicza zorganizowano kompanie saperów dla poszczególnych brygad Korpusu Ochrony Pogranicza. Dzieliły się na cztery typy, a nazwy przybierały od macierzystych jednostek. Brygada „Wołyń” otrzymała kompanię typu III. Kompanie tego typu miały dwa plutony po trzy drużyny i drużynę gospodarczą. Etat kompanii wynosił 3 oficerów, 9 podoficerów i 80 szeregowców.
Na podstawie rozkazu L. 500/tjn. Og. Org./37 dowódcy Korpusu Ochrony Pogranicza z dnia 23 lutego 1937 w sprawie przeprowadzenia I fazy reorganizacji KOP, która odbywała się pod kryptonimem „R3”, Brygada KOP „Wołyń” została przeformowana w pułk KOP „Zdołbunów”, a szkolny szwadron kawalerii KOP „Niewirków” w dywizjon kawalerii KOP „Niewirków”.

## Struktura organizacyjna
Struktura organizacyjna brygady w 1924
- Dowództwo 1 Brygady Ochrony Pogranicza

Zasięg teryt. Brygady KOP Wołyń – województwo wołyńskie II RP

- 2 batalion graniczny
- 3 batalion graniczny
- 4 batalion graniczny
- 11 batalion graniczny
- 3 szwadron kawalerii
- 4 szwadron kawalerii
- 5 szwadron kawalerii
- 11 szwadron kawalerii

Struktura organizacyjna brygady w 1927
- Dowództwo 1 Brygady Ochrony Pogranicza
- 3 batalion graniczny
- 4 batalion graniczny
- 11 batalion graniczny
- 26 batalion odwodowy
- 3 szwadron kawalerii
- 11 szwadron kawalerii
- szkoła podoficerów zawodowych piechoty
- szkoła podoficerów zawodowych kawalerii
- szkoła podoficerów niezawodowych brygady
- pluton żandarmerii przy 1 BOP

Struktura organizacyjna brygady w 1931
- Dowództwo Brygady KOP „Wołyń”
- batalion KOP „Hoszcza”
- batalion KOP „Dederkały”
- batalion KOP „Ostróg”
- batalion KOP „Żytyń”
- szwadron kawalerii KOP „Dederkały”
- szwadron kawalerii KOP „Mizocz”
- szkolny szwadron kawalerii KOP „Niewirków”
- Szkoła Podoficerów Zawodowych Kawalerii
- kompania saperów „Hoszcza”

## Obsada personalna dowództwa
Dowódcy brygady
- płk piech. Stanisław Powroźnicki[1] (10 X 1924 – 8 VI 1925)
- płk piech. Michał Remizowski (9 VI 1925 – 24 XI 1925)
- płk sap. Józef Olszyna-Wilczyński (24 XI 1925 – ? 1926)
- płk Benedykt Majkowski (?1927 – 18 VII 1927)
- płk piech. Edward Nowak (18 VIII 1927 – 7 VIII 1929)
- płk piech. Wincenty Nowaczyński (8 VIII 1929 – 2 IV 1932)
- płk dypl. Mikołaj Freund-Krasicki (4 IV 1932 – 15 III 1937)
- płk Bolesław Ostrowski (16 III 1937 – ?) – dowódca pułku „Zdołbunów”

I oficerowie sztabu brygady
- mjr Ferdynand Alojzy Eugeniusz Więckowski (2 IV 1925 – 8 V 1926 → dowódca III/83 pp)
- kpt. SG Leopold Ruszczyc (od 8 V 1926[18])

Szefowie sztabu
- kpt. / mjr dypl. Mirosław Józef Kalinka (23 XII 1929 – 9 XII 1932[19])
- kpt. dypl. Kazimierz III Kowalski (9 XII 1932 – VI 1934 → 75 pp[20])
- mjr dypl. Mieczysław Garliński (VI 1934 – 1938 → szef sztabu 16 DP[21])

Kapelani brygady
- kpl. rez. pow. do sł. czyn. ks. Tadeusz Szadbey (do 30 IX 1930[22][23])